# Número de identidad de extranjero
El Número de Identidad de Extranjero (NIE) es un código para la identificación tributaria de los extranjeros en España. El Gobierno de España ha enlazado el NIE a la residencia, incluye el NIE en la Tarjeta de Identidad de extranjero (TIE), y la seguridad social en España.

## Estructura
El NIE se compone de una letra inicial, siete dígitos y un carácter de verificación alfabético. La letra inicial es una X para NIE asignados hasta el 15 de julio de 2008 y una Y para NIE asignados desde el 16 de julio de 2008 (Orden INT/2058/2008, BOE del 15 de julio). 
Inicialmente, los NIE, según la Orden de 7 de febrero de 1997, constaban de X + 8 números + carácter de control. La Orden INT/2058/2008 redujo de 8 a 7 los números + un carácter de control, para que tuvieran la misma longitud que los NIF y CIF, y añadió las claves Y y Z antes de que se asignaran 9999999 NIE X y desbordara la capacidad de los 7 dígitos, pero esta Orden mantiene la validez de los NIE X de 8 dígitos + carácter de control anteriores ya asignados.

## Uso y solicitud
De acuerdo con el artículo 101 del Reglamento de Extranjería español, aprobado por Real Decreto 2393/2004, de 30 de diciembre, los extranjeros que, por sus intereses económicos, profesionales o sociales, se relacionen con España, serán dotados, a efectos de identificación, de un número personal, único y exclusivo, de carácter secuencial. El número personal será el identificador del extranjero, que deberá figurar en todos los documentos que se le expidan o tramiten, así como las diligencias que se estampen en su tarjeta de identidad o pasaporte. Se requiere para comprar propiedades, vehículos y barcos.
Se admiten las tres siguientes solicitudes de asignación de NIE:
- Las presentadas en España personalmente por el interesado, en cuyo caso habrá de acreditar que se halla legalmente en territorio español y justificar documentalmente el motivo de la asignación de dicho número.
- Las que se presenten en España por el representante del extranjero, acreditando dicha representación mediante poder general o poder especial, así como justificar documentalmente el motivo de la asignación del número.
- Las que se presenten en las representaciones diplomáticas u oficinas consulares españolas ubicadas en el país de residencia del solicitante, en unión de los documentos que justifiquen el motivo de la asignación del número.

Los extranjeros con NIEs los usan para registrarse en el Padrón municipal de habitantes.
Hay cuatro documentos que se requieren para hacer la solicitud:
- Solicitud original, que se llama EX 15, completada y firmada y una fotocopia (devuelve la original al solicitante).
- Pasaporte y fotocopia
- Dirección en España
- Un motivo escrito para justificar la necesidad del NIE (emitido por un contador, un notario, un gerente del banco, un agente de seguros, un empleador futuro, etc.)[7]